# Element transuranian

Poziția elementelor transuraniene în tabelul periodic

Un element transuranian (transuranic) este un element chimic cu numărul de ordine Z≥ 93, urmând uraniului în sistemul periodic al elementelor. Elementele transuraniene sunt elemente radioactive. La rândul lor, acestea se împart în actinide (începând cu neptuniul și până la lawrenciu) și în transactinoide (începând cu rutherfordiu și până la oganesson).

## Descoperire
Doar neptuniul și plutoniul au fost întâlnite în natură, doar în urme, așadar sinteza celorlalte elemente transuraniene a fost realizată doar prin reacții nucleare, ceea ce a și permis descrierea și caracterizarea acestora.
Până în prezent, toate aceste elemente au fost descoperite la următoarele laboratoare de cercetare: Lawrence Berkeley National Laboratory din Statele Unite (elementele 93–101, 106 și 103–105), Joint Institute for Nuclear Research din Rusia (elementele 102, 114–118 și 103–105), GSI Helmholtz Centre for Heavy Ion Research din Germania (elementele 107–112) și RIKEN din Japonia (elementul 113).
Transactinoidele, denumite și elemente supergrele, au fost obținute începând cu cea de-a doua jumătate a secolului al XX-lea, iar procesul de obținere a continuat și în secolul al XXI-lea. Acestea au fost sintetizate prin bombardarea altor elemente chimice în acceleratoare de particule. De exemplu, rutherfordiu-261 a fost obținut în urma fuziunii atomilor de californiu-249 și carbon-12. Aceste elemente pot fi obținute doar la scară atomică, în cantități extrem de mici, și încă nu a fost descoperită o metodă pentru a le obține la scară mai mare.

## Clasificare
Elementele transuraniene cunoscute până în prezent pot fi clasificate în două grupe:
Actinide:
- Neptuniu (Np, Z= 93)
- Plutoniu (Pu, Z= 94)
- Americiu (Am, Z= 95)
- Curiu (Cm, Z= 96)
- Berkeliu (Bk, Z= 97)
- Californiu (Cf, Z= 98)
- Einsteiniu (Es, Z= 99)
- Fermiu (Fm, Z= 100)
- Mendeleviu (Md, Z= 101)
- Nobeliu (No,, Z= 102)
- Lawrenciu (Lr, Z= 103)

:Transactinide:
- Rutherfordiu (Rf, Z= 104)
- Dubniu (Db, Z= 105)
- Seaborgiu (Sb, Z= 106)
- Bohriu (Bh, Z= 107)
- Hassiu (Hs, Z= 108)
- Meitneriu (Mt, Z= 109)
- Darmstadtiu (Ds, Z= 110)
- Roentgeniu (Rg, Z= 111)
- Coperniciu (Cn, Z= 112)
- Nihoniu (Nh, Z= 113)
- Fleroviu (Fl, Z= 114)
- Moscoviu (Mc, Z= 115)
- Livermoriu (Lv, Z= 116)
- Tennessin (Ts, Z= 117)
- Oganesson (Og, Z= 118)